# ۶ تیر
۶ تیر نود و نهمین روز سال در گاه‌شماری خورشیدی است. به پایان سال ۲۶۶ روز (۲۶۷ روز در سال کبیسه) باقی‌است.

## مناسبت‌ها
- جشن باستانی نیلوفر
- روز فرهنگی کرمانشاه

## رویدادها
- ۱۳۴۶ - تصویب لایحه تأسیس سازمان تلویزیون ملی ایران
- ۱۳۵۳ - تأسیس بنیاد شاهنشاهی فرهنگستان‌های ایران
- ۱۳۵۸ - ترور ناموفق محمدرضا شاه به وسیلهٔ کارلوس و گروهش به دستور صادق خلخالی
- ۱۳۶۰ - ترور نافرجام سید علی خامنه‌ای
- ۱۳۷۲ - رقابت ۶ تیر ۱۳۷۲ تیم ملی فوتبال ایران با تیم ملی فوتبال سوریه در مرحله مقدماتی جام جهانی فوتبال ۱۹۹۴ (آسیا)
- ۱۴۰۲ - کتک خوردن یکی از دانشجویان دانشگاه علامه طباطبائی توسط مأمور حراست

## زادروزها
- ۱۳۰۶ - عباس مهرپویا، خواننده و آهنگساز
- ۱۳۳۳ - حسن آذرنیا، بازیکن و مربی فوتبال
- ۱۳۳۷ - احمد وحیدی، نظامی
- ۱۳۶۱ - اکبر صغیری، بازیکن فوتبال
- ۱۳۶۱ - اشکان اشتیاق، بازیگر
- ۱۳۶۹ - کسری نوری، فعال حقوق دراویش

## درگذشت‌ها
- ۱۳۱۳ - اصغر قاتل، قاتل زنجیره‌ای
- ۱۳۸۱ - نبی سروری، کشتی‌گیر و مربی کشتی آزاد
- ۱۳۹۱ - علی کسمایی، مدیر دوبلاژ، دوبلور، کارگردان، فیلم‌نامه‌نویس و روزنامه‌نگار